# Stora magellanska molnet
Stora magellanska molnet är en oregelbunden dvärggalax i stjärnbilderna Svärdfisken och Taffelberget. Den är en av Vintergatans satellitgalaxer, och ingår i Magellanska molnen tillsammans med Lilla magellanska molnet.

## Utforskning
Persiska astronomen ’Abd al-Rahman al-Sufi (senare känd som "Azophi"), beskrev Stora magellanska molnet i sin Stjärnbildernas bok, utgiven cirka 964 e.Kr.
Nästa kända västerländska observation gjordes 1503–1504 av Amerigo Vespucci i ett brev om sin tredje resa till sjöss.
Ferdinand Magellan siktade Stora magellanska molnet 1519 då han var ute och seglade, och Stora magellanska molnet blev allmänt känt i  västvärlden, och är namngivet efter honom.
2006 menade man, efter studier med Hubbleteleskopet, att Magellanska molnen rör sig för snabbt för att kretsa kring Vintergatan.

### Objekt i Stora magellanska molnet
Inom molnet finns Tarantelnebulosan, det mest aktiva stjärnbildningsområdet i den lokala galaxgruppen. Inuti den finns t.ex. supernovaresten NGC 2060. Även supernovaresterna SN 1987A finns i utkanten av Tarantelnebulosan.
I galaxen finns också stjärnan HD 33579, en gulvit hyperjätte som är en av mycket få kända stjärnor som befinner sig i området "Yellow Evolutionary Void" i Hertzsprung-Russell-diagrammet.
NGC 1748 är en emissionsnebulosa i Stora magellanska molnet. Andra emissionsnebulosor är NGC 1763 och NGC 2080.
Galaxen innehåller flera klotformiga stjärnhopar: NGC 1466, NGC 1644, NGC 1754, NGC 1783, NGC 1978, NGC 1806, NGC 1831, NGC 1846, NGC 1854, NGC 1860 NGC 1866, NGC 1916, NGC 1939 och NGC 1953.
Öppna stjärnhopar i galaxen är NGC 1652, NGC 1711, NGC 1751, NGC 1755, NGC 1756, NGC 1928, NGC 1983, NGC 1984, NGC 1856, NGC 2010, NGC 2011, NGC 2100 och NGC 2107.

## Bildgalleri

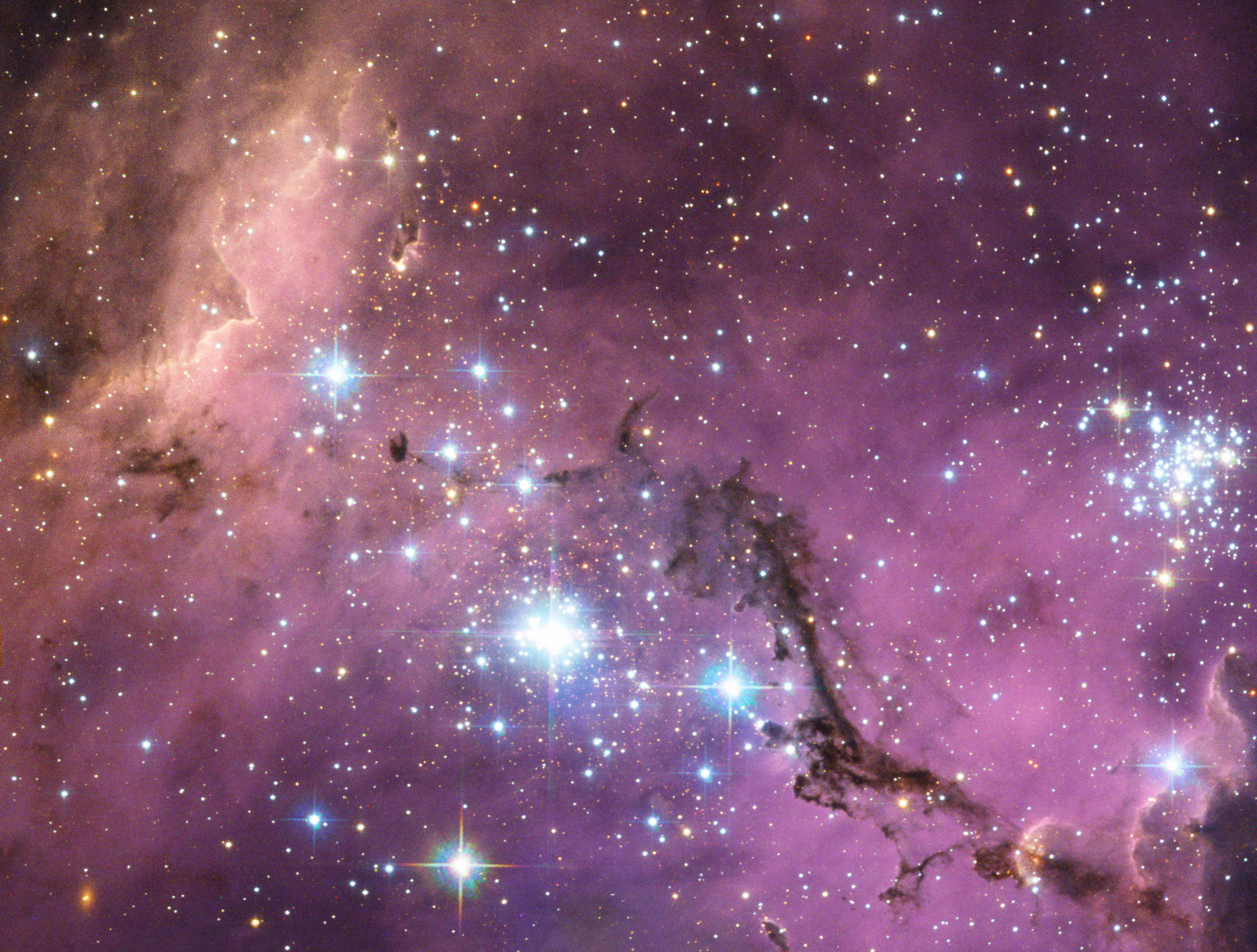
LHA 120-N11.
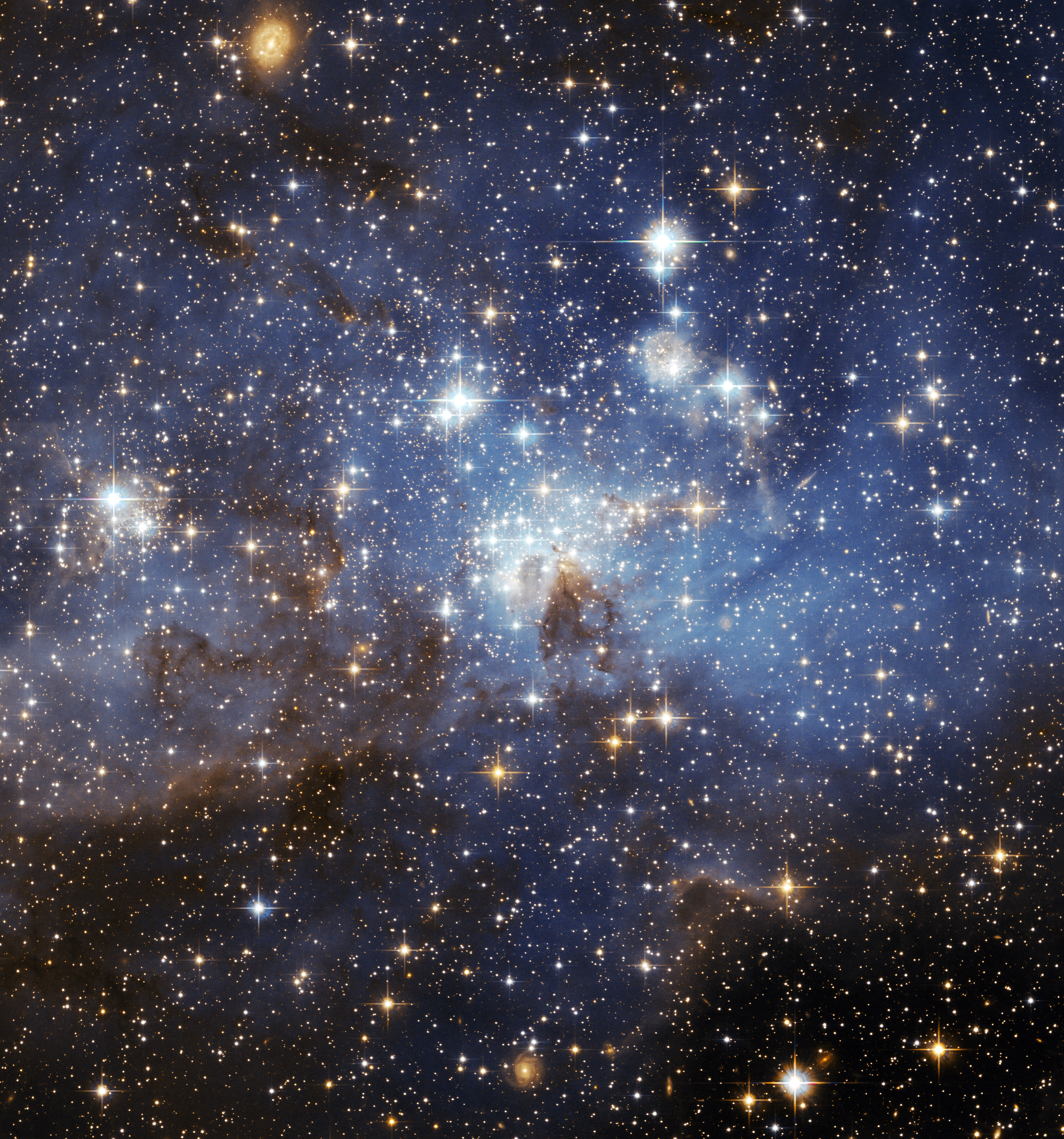
LH 9, ett område I Stora magellanska molnet där det föds mycket stjärnor
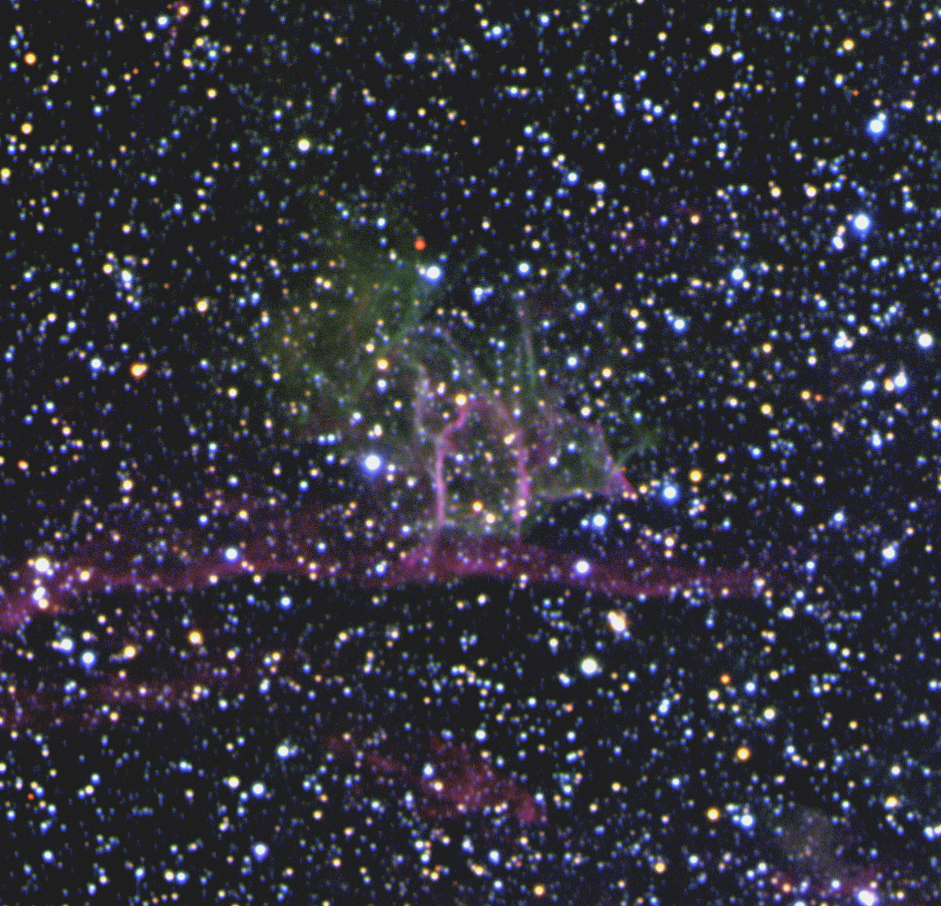
SNR B0544-6910 i Stora magellanska molnet
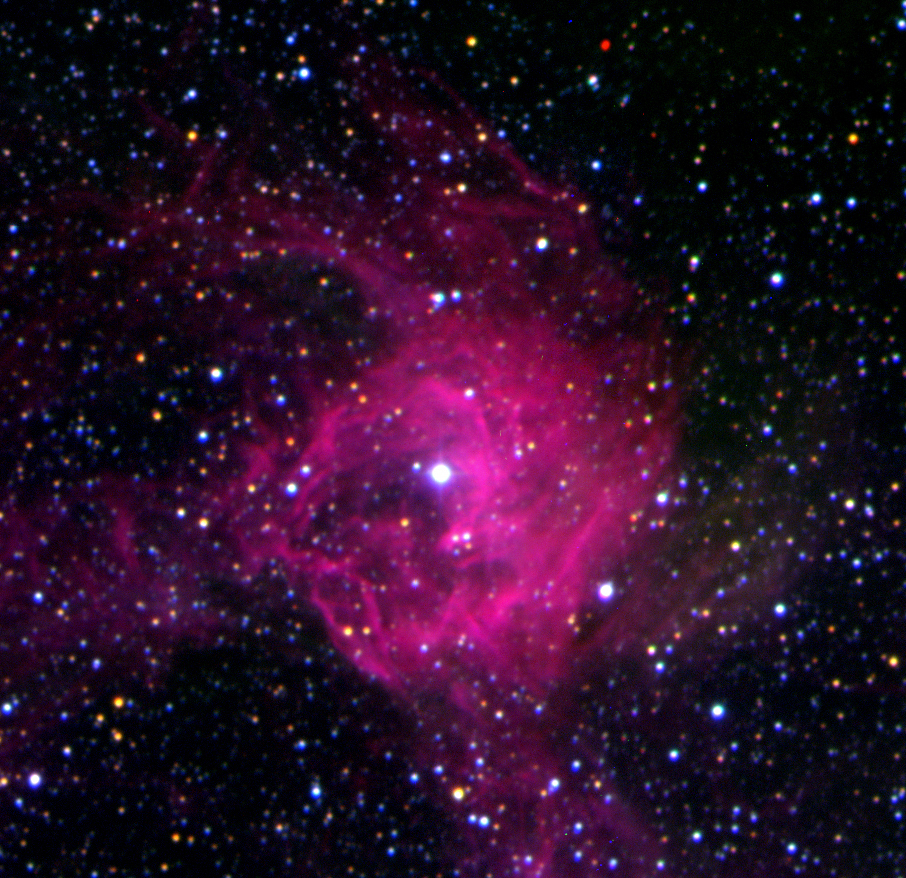
SNR 0543-689
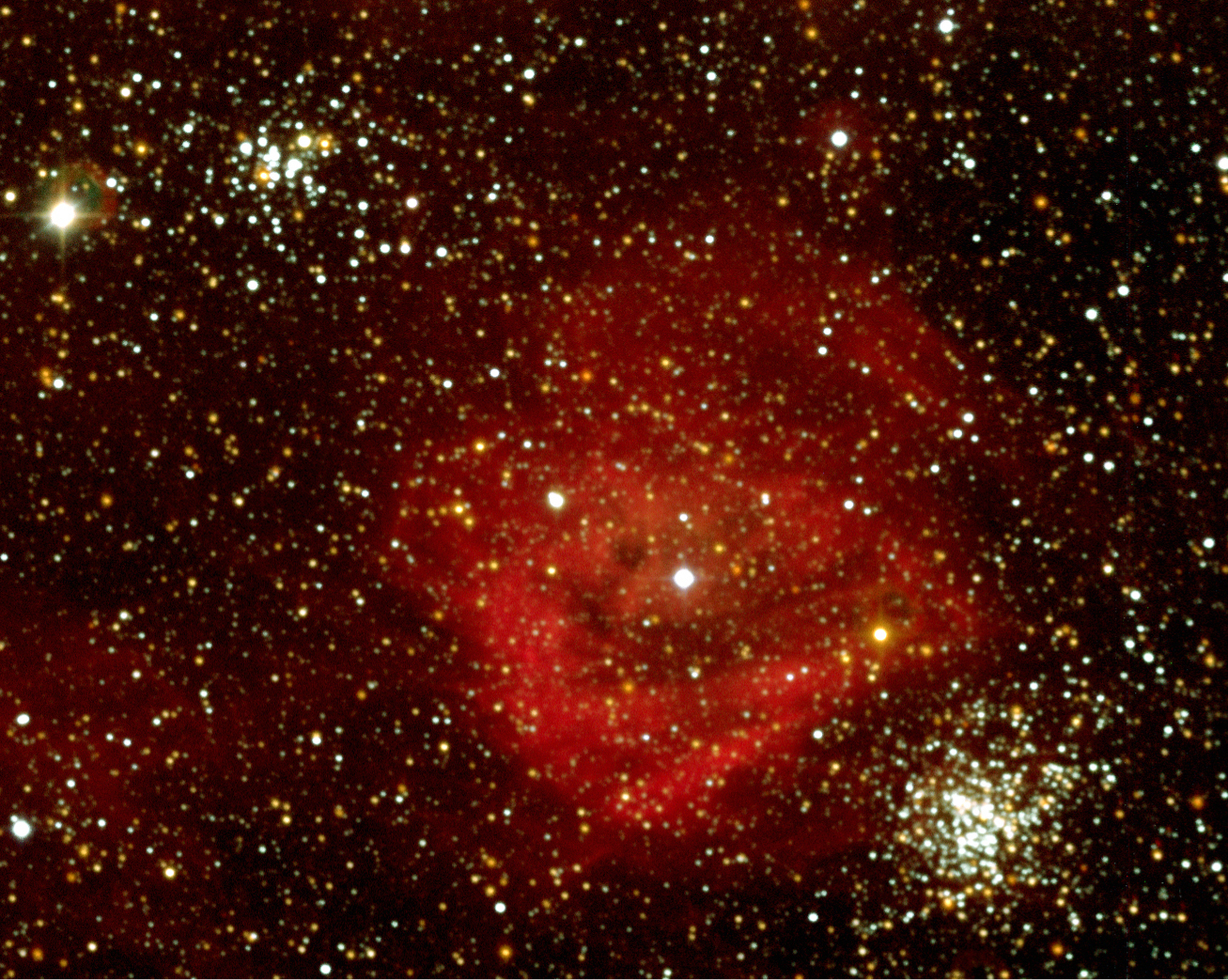
DEM L 159 och de två stjärnhoparna KMHK 840 (uppe till vänster) och KMHK 831 (nere till höger)
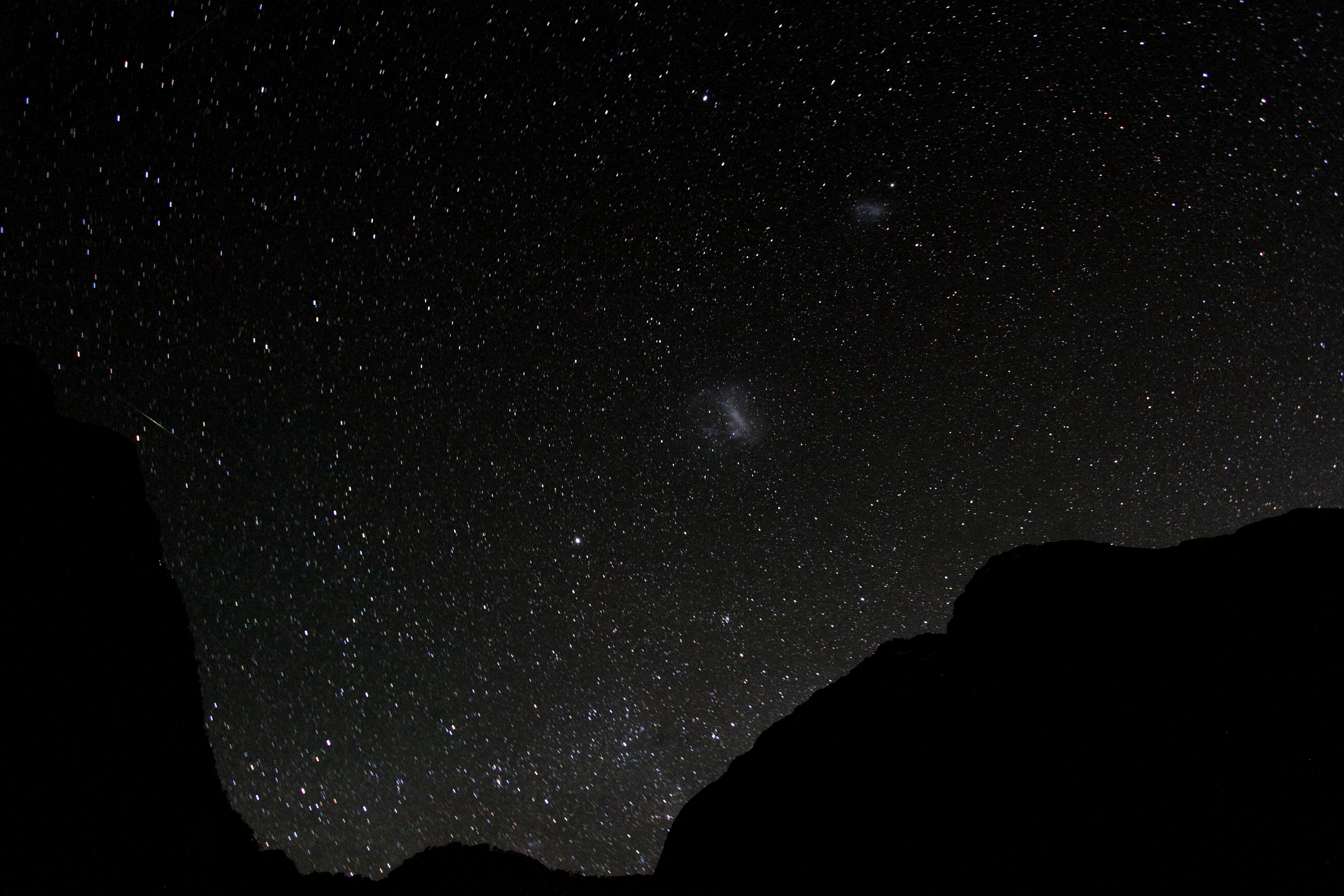
Översiktsbild som visar Stora och Lilla magellanska molnet på södra stjärnhimlen
Stora magellanska molnet i infrarött ljus